# Maritime (vùng)
Maritime là vùng cực nam của Togo, với bờ biển duy nhất của Togo nằm ở vùng này. Thành phố  Lomé vừa là thủ đô vừa là thủ phủ vùng này. Đây là vùng có diện tích nhỏ nhất trong 5 vùng của Togo nhưng lại có dân số đông nhất.
Các thành phố chính khác ở vùng Maritime gồm Tsévié và Aného.
Maritime được chia thành các tỉnh Golfe, Lacs, Lomé, Vo, Yoto, và Zio.
Maritime nằm ở phía nam của vùng Plateaux. Ở phía tây, vùng này gipá vùng Vlota của Ghana, còn phía đông giáp với hai tỉnh của Bénin: Kouffo nằm về viễn bắc, Mono nằm về phía viễn nam.